# Derek Stockalper
Derek R. Stockalper (* 4. März 1984 in Vevey) ist ein ehemaliger US-amerikanisch-schweizerischer Basketballspieler. Er war Nationalspieler und lange Mitglied der Lugano Tigers.

## Spielerlaufbahn
Stockalper, dessen Vater Dan Berufsbasketballspieler in der Schweiz war und in die „Nati“ berufen wurde, spielte an der Carlsbad High School im US-Bundesstaat Kalifornien. In der Saison 2002/03 gehörte er zur Mannschaft der University of San Diego, wechselte dann ans MiraCosta College und später weiter an die California Polytechnic State University, San Luis Obispo. Bezüglich der statistischen Werte wurde die Saison 2006/07 seine erfolgreichste für „Cal Poly“: Er erzielte im Schnitt 14,4 Punkte, 7,0 Rebounds sowie 2,2 Korbvorlagen in jenem Spieljahr.
Nach dem Ende seiner Universitätslaufbahn wechselte Stockalper in die Schweiz zu den Lugano Tigers in die Nationalliga A. In der Saison 2007/08 wurde er vom Internetdienst eurobasket.com als bester einheimischer Spieler der Nationalliga ausgezeichnet. 2010, 2011, 2012 und  2014 gewann er mit Lugano die Schweizer Meisterschaft. 2011, 2012 und 2015 gewann er mit der Mannschaft zudem den nationalen Pokalbewerb. Stockalper spielte bis 2018 für Lugano.

### Nationalmannschaft
Im Jahr 2007 wurde er erstmals in die Schweizer Nationalmannschaft berufen.